# Urocolius indicus
L'uccello topo facciarossa (Urocolius indicus (Latham, 1790)) è un uccello appartenente alla famiglia Coliidae, diffuso in Africa subsahariana.

## Distribuzione e habitat
L'areale di questa specie comprende gran parte dell'Africa subsahariana; essa è infatti presente lungo la costa atlantica dalla Provincia del Congo Centrale, lungo tutta l'Angola sino alla Namibia dove è presente nella sua parte settentrionale, nella parte interna del centro e nella parte meridionale sino al Sudafrica dove è largamente diffusa, occupando anche i territori dello Swaziland e del Lesotho. È inoltre presente in gran parte dello Zambia e dello Zimbabwe, oltre che nel Botswana sud-orientale e nord-occidentale e nel Mozambico settentrionale e meridionale. Questa specie è presente anche in alcune regioni del sud della Tanzania e nel sud del Malawi.
Gli uccelli topo facciarossa frequentano zone aride aperte e cespugliose come la savana, o zono subtropicali aride.

## Tassonomia
Sono state individuate le seguenti cinque diverse sottospecie:
- Urocolius indicus indicus (Latham, 1790) - sottospecie nominante, diffusa nel Sudafrica centro-meridionale.
- Urocolius indicus mossambicus (Reichenow, 1896) - diffusa dall'Angola orientale alla Tanzania sudoccidentale e al Malawi.
- Urocolius indicus lacteifrons (Sharpe, 1892) - diffusa nell'Angola occidentale, nella Namibia centrale e settentrionale e nel Botswana occidentale.
- Urocolius indicus pallidus (Reichenow, 1896) - diffusa nel sud-est della Tanzania e nel nord-est del Mozambico.
- Urocolius indicus transvaalensis Roberts, 1922 - diffusa dal centro ed est del Botswana e dal sud-ovest dello Zambia sino al Mozambico centrale e meridionale e al Sudafrica orientale, occidentale e settentrionale.